# Turbina (género)
Turbina é um género botânico pertencente à família Convolvulaceae.

## Espécies
- Turbina abutiloides (Kunth) O'Donell, 1950
- Turbina amazonica D.F.Austin & Staples, 1991
- Turbina bracteata T.Deroin, 1992
- Turbina cordata (Choisy) Austin & Staples, 1993
- Turbina corymbosa (L.) Raf., 1838
- Turbina curtoi (Rendle) A.Meeuse, 1958
- Turbina holubii (Baker) A.Meeuse, 1958
- Turbina inopinata H.Heine, 1984
- Turbina longiflora Verdc., 1967
- Turbina mexicana (Hemsl.) Roberty, 1952
- Turbina oblongata (E.Mey. ex Choisy) A.Meeuse, 1958

1. ↑  «Turbina — World Flora Online». www.worldfloraonline.org. Consultado em 19 de agosto de 2020